# Elisabetta Oliviero
Elisabetta Oliviero, född den 18 juli 1997 i Pompei, är en italiensk fotbollsspelare.

## Karriär
Elisabetta Oliviero inledde sin seniorkarriär i Molassana Boero år 2012. Efter att bland annat spelat Empoli, Napoli och Sampdoria värvades hon 2024 av SS Lazio. Hon har även representerat det italienska damlandslaget där hon debuterade år 2024.